# 馮正虎

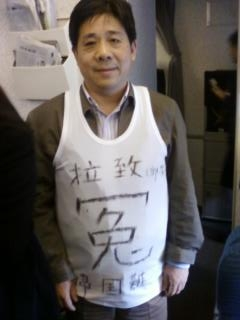
日本での馮正虎。シャツにはアピール文が書いてある

馮 正虎（ひょう せいこ、フォン・チョンフー、簡体字: 冯正虎, 拼音: Féng Zhènghǔ, 1954年7月1日－）は、中華人民共和国上海市出身の人権活動家。
中国政府に帰国を拒否されたため、2009年（平成21年）11月9日から2010年（平成22年）2月3日まで、成田国際空港の制限エリア内で、抗議の寝泊まりを続けた。

## 生い立ち
1980年華東師範大学数学部卒業。1986年復旦大学管理学院卒業、経済学修士。同年から上海財経大学教員となる。1991年から日本に留学し一橋大学大学院で学んだ。妹の夫は日本人。

## 人権活動
馮は1980年代に、中国国内で会社の経営や民間の研究機関である中国企業発展研究所の所長を務めていた。1989年5月に、中国人民解放軍による六四天安門事件の弾圧を批判する声明を発表したため、当局の監視下に置かれた。それ以後は逮捕され、2001年から2003年まで服役した。それ以後は中国、日本において活動を続けている。2009年6月に中国に帰国しようとしたところ、中国当局から帰国を拒否されたのを始めに、以後8回に渡って中国への入国拒否が続いた。

## 成田空港内での居住
馮のパスポートは3年間有効で、日本の在留許可・再上陸許可は、2010年（平成22年）6月30日まで有効である。日本では、日本人と結婚し千葉県内に住む妹の家に世話になっていた。2009年（平成21年）11月9日に、中華人民共和国への帰国を試みるが、入国審査で上陸を拒否され日本に送還された。その後、中国政府への抗議として、日本への入国審査を拒み、成田国際空港の到着ロビー制限エリア内での生活を始めた。
馮は「私は中国国民だ。帰れないのはおかしい」「4日夜から寝てないが、中国の法律と人権を守るためにも、一生懸命頑張る」と主張した。この抗議活動は日本だけでなく、ヨーロッパや香港などのマスメディアの関心も集めた。
制限エリア内には、外部から食料を持ち込むことができず、馮は日本の家族から、食料や下着などの差し入れを受けたほか、通りがかりの旅行者からも、時折物的支援を受けた。また、運送責任がある航空会社や、チベット独立を支援する香港の学生活動家などからの支援もあったという。Twitterのフォロワーは1万4000人にも達した。
通常、成田国際空港の旅客便発着が無い深夜早朝は、制限エリア内は入管職員が無人となるが、馮が何時でも日本に上陸できるようにとの配慮で、東京入国管理局成田空港支局では、24時間体制で職員が待機した。また毎日、東京入国管理局の職員が、日本への上陸を促す文書を馮に手渡していた。
駐日本国中華人民共和国大使館の関係者が、馮の帰国を許可する意向を伝えてきたとして、2010年（平成22年）2月2日に抗議運動の終了を表明。一旦日本に入国後、千葉県にある妹の自宅に身を寄せ、再び中国への帰国を試みた。

## 上海万博での身柄拘束
2010年5月、馮正虎が上海万博の会場を訪れたところ、中華人民共和国公安部当局に身柄を拘束され、3日間にわたって監禁された。公安当局は会場内での抗議活動を警戒したと見られる。
2013年9月「馮正虎的Twitter（2010-2013）」を電子書籍で日中展望出版社から発行。

## 参照
1. ↑  「〔東亜〕「内燃化」する？中国の民主化運動　東亜コンテンツ」時事通信
2. ↑  「「我要洗澡和探望母親」 馮正虎「成田起義」成功　贏回國公民權 」
3. 1 2  http://www.jiji.com/jc/zc?k=200911/2009110501011 [リンク切れ]
4. ↑  http://www.asahi.com/national/update/1112/TKY200911120270.html [リンク切れ]
5. ↑  https://www.afpbb.com/articles/-/2663513?pid=4906285
6. 1 2  “成田の空港生活９２日、中国人権活動家帰国へ”. 読売新聞 (読売新聞社). (2010年2月3日) 2010年2月3日閲覧。 [リンク切れ]
7. ↑  【外信コラム】上海余話　「オタク反抗軍」はＮＧ？ - MSN産経ニュース - MSN産経ニュース2010年5月31日 [リンク切れ]